# Bătălia de la Stallupönen
Bătălia de la Stallupönen, dată între armatele rusă și germană la 17 august 1914, a fost prima bătălie de pe Frontului de Est din Primul Război Mondial. S-a soldat cu o victorie germană minoră, dar a avut efecte minime asupra rușilor.

## Contextul
Planul Schlieffen se baza pe înfrângerea Franței (și Regatului Unit, în caz că se implică în conflict) cât mai rapid posibil în vest, ceea ce ar fi permis apoi germanilor să-și mute forțele în est pentru a întâmpina masiva armată rusă. Rușii au reușit să aducă în luptă zece armate complete, față de doar opt câte a adus Germania, dar ele erau împrăștiate prin toată țara și avea să dureze până la organizarea și alinierea lor. Aceasta însemna că germanii aveau la dispoziție un interval scurt de timp în care să ducă o luptă defensivă, oprind forțele pe care rușii le puteau aduce, așteptând ca bătăliile din vest să ia sfârșit.
Imediat înainte de deschiderea ostilităților, frontul de est s-a dezvoltat în principal conform planurilor antebelice. Două armate rusești se aflau în zonă, Armata I a lui Pavel Rennenkampf la est de orașul Königsberg, și Armata a II-a a lui Alexander Samsonov la sud. Rennenkampf punea la cale un marș către Königsberg, asediind forțele germane din zonă, în vreme ce Samsonov putea înainta spre nord-vest pentru a le tăia retragerea.
Trupele germane au fost desfășurate conform așteptărilor. Armata a VIII-a a fost întinsă în grupuri în fața lui, dar nu a dispus de forța umană pentru a acoperi întreg frontul în fața oricăreia din cele două armate rusești. Pe hârtie, situația părea aproape disperată, iar ordinele erau de a se retrage trăgând de timp. Hermann von François, comandantul Corpului I al Armatei a VIII-a germane, era însă convins că forțele sale mai bine echipate și mai bine pregătite pot opri sau chiar învinge forțele rusești ale lui Rennenkampf.
Mare parte din Armata a VIII-a era organizată într-o linie defensivă la sud de Gumbinnen, la circa 32 km vest de granița cu Rusia. Mici unități au fost însă trimise să apere orașele căile ferate și fortificațiile. Ei au primit ordin să se retragă dacă iau contact cu inamicul, realăturându-se forțelor principale la Gumbinnen. În primele cinci zile de război, au avut loc doar mici ciocniri cu cavaleria lui Rennenkampf care efectua misiuni de recunoaștere de-a lungul frontierei.

## Bătălia
La 17 august, Rennenkampf a început invazia Prusiei Orientale, ducând Armata I direct către vest spre liniile germane. Deși nu a întâmpinat rezistență, Rennenkampf și-a stopat înaintarea pe o linie dreaptă aflată la circa 8 km de graniță. Fără vreun ordin de la superiori, François a hotărât să-și ducă forțele la Stallupönen unde se odihnea o divizie rusească. A izbucnit un atac frontal furibund asupra diviziei rusești, care s-a retras spre est, pierzând 5.000 de morți și răniți și 3.000 de prizonieri, aproape întreg regimentul 105 rusesc.
Când a aflat că François i-a atacat pe ruși, Prittwitz a trimis un adjutant să-i ordone lui François să înceteze atacul și să se retragă. François i-a răspuns sfidător adjutantului: „Raportează generalului Prittwitz că generalul von François se va retrage după ce îi va fi învins pe ruși.”

## Sfârșitul și urmările
În timp ce rușii se retrăgeau, François i-a urmărit până seara, dar a oprit înaintarea când a întâmpinat foc de artilerie rusesc. Atunci a executat ordinul lui Prittwitz și s-a retras 24 km către vest, ocupând noi poziții în jurul Gumbinnenului. Succesul său l-a convins și pe Prittwitz să fie mai agresiv cu rușii, ceea ce nu a fost o atitudine înțeleaptă în bătălia de la Gumbinnen de după două zile.